# Kroneiche (Röbel)
Die Kroneiche ist eine etwa 600 Jahre alte Stieleiche (Quercus robur) im Amt Röbel-Müritz in Mecklenburg-Vorpommern. Sie befindet sich im Glienholz genannten Teil des Röbeler Stadtwaldes nördlich vom Gliensee. Geschützt ist der Baum als Naturdenkmal seit 1939.

## Name
Die Bezeichnung Kroneiche soll vom slawischen Wort „kron“ (deutsch für „Kranich“) abgeleitet sein. Den Namen könnte sie stattdessen auch von der großen Baumkrone erhalten haben. Aufgrund der Nähe zum Leizener Ortsteil Minzow wird sie mitunter als Kroneiche bei Minzow bezeichnet, obwohl sie auf dem Gebiet der Stadt Röbel/Müritz steht.

## Beschreibung

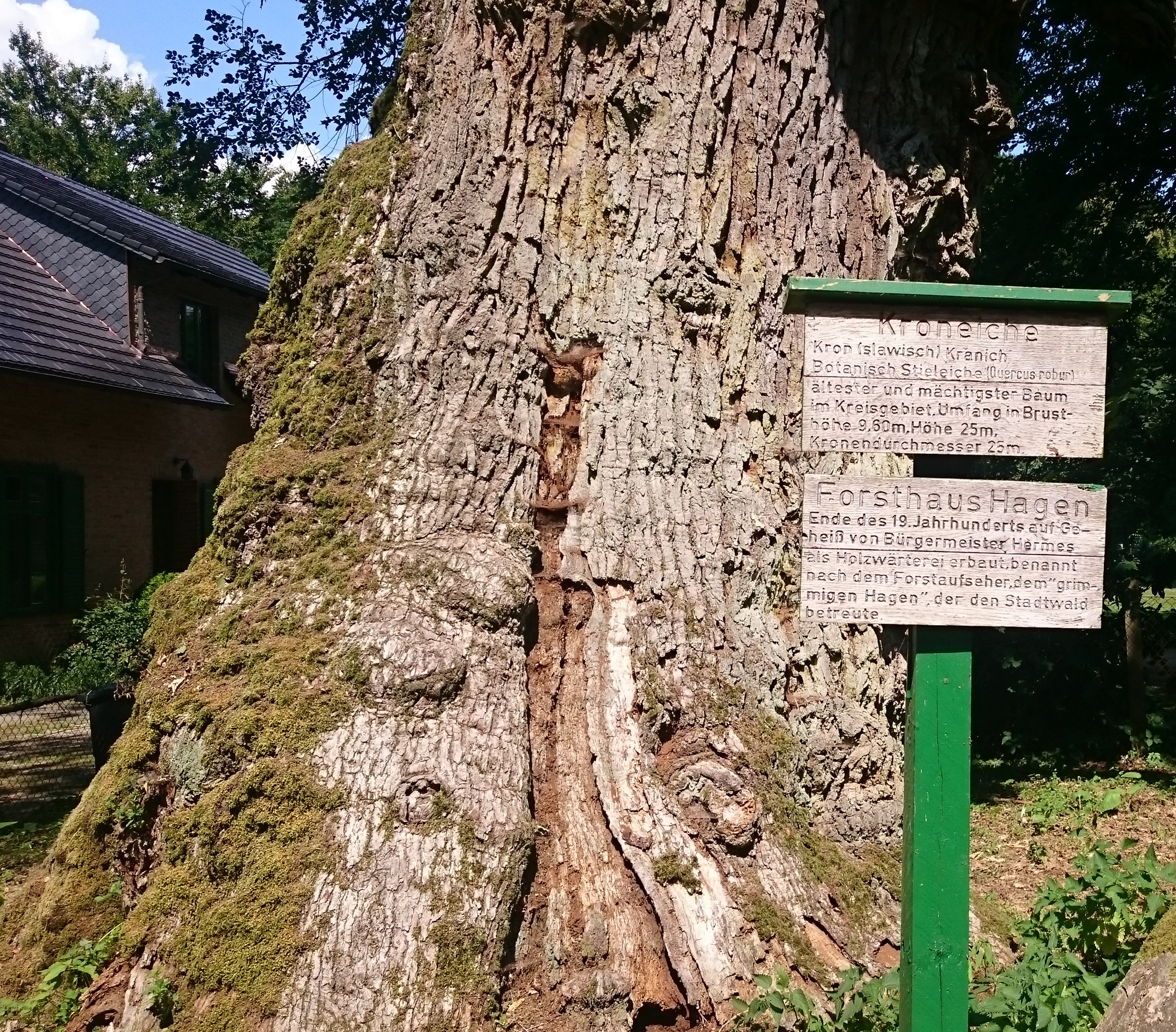
Stamm der Eiche mit Erläuterungstafeln

Die Eiche gehört mit ihrem Stammumfang von 10,15 m (Stand: Februar 2023, gemessen in 1,1 m Höhe) zu den dicksten Eichen Deutschlands. Der sich nach oben rasch verjüngende und Richtung Nordosten geneigte Stamm ist stark bemoost und weist Schäden durch Blitzeinschläge auf. Sie hat eine Höhe von etwa 25 m bei einem Kronendurchmesser von etwa 20 m.
Oberforstmeister Georg von Arnswaldt gab in der ersten Hälfte des 20. Jahrhunderts einen Stammumfang von 8,80 m für die Eiche an. 2016 hat das zuständige Forstamt einen Umfang von 9,85 m gemessen.

## Sage
Das stattliche Wachstum der Eiche sei einer Sage nach darauf zurückzuführen, dass eine Herde ausgebrochener Kühe an einem warmen Tag eine zwischen Röbel und Minzow befindliche Wasserquelle aufsuchten und diese mit Kot verunreinigten. Die Nixe dieser Quelle soll daraufhin verärgert das Quellwasser umgeleitet haben, sodass es seitdem die Wurzeln des Baumes versorgt und die einstige Quelle versiegte.

## Nationalerbe-Baum
Das Kuratorium Nationalerbe-Baum der Deutschen Dendrologischen Gesellschaft (DDG) zeichnete die Eiche im April 2023 zum 24. Nationalerbe-Baum aus. Die DDG übernimmt damit die Kosten für die Pflegearbeiten zum weiteren Erhalt des Baumes. Nach der Polchower Linde ist er der zweite derart ausgezeichnete Baum in Mecklenburg-Vorpommern.